# Nidularium fulgens
Nidularium fulgens là một loài thực vật có hoa trong họ Bromeliaceae. Loài này được Lem. mô tả khoa học đầu tiên năm 1854.

## Hình ảnh

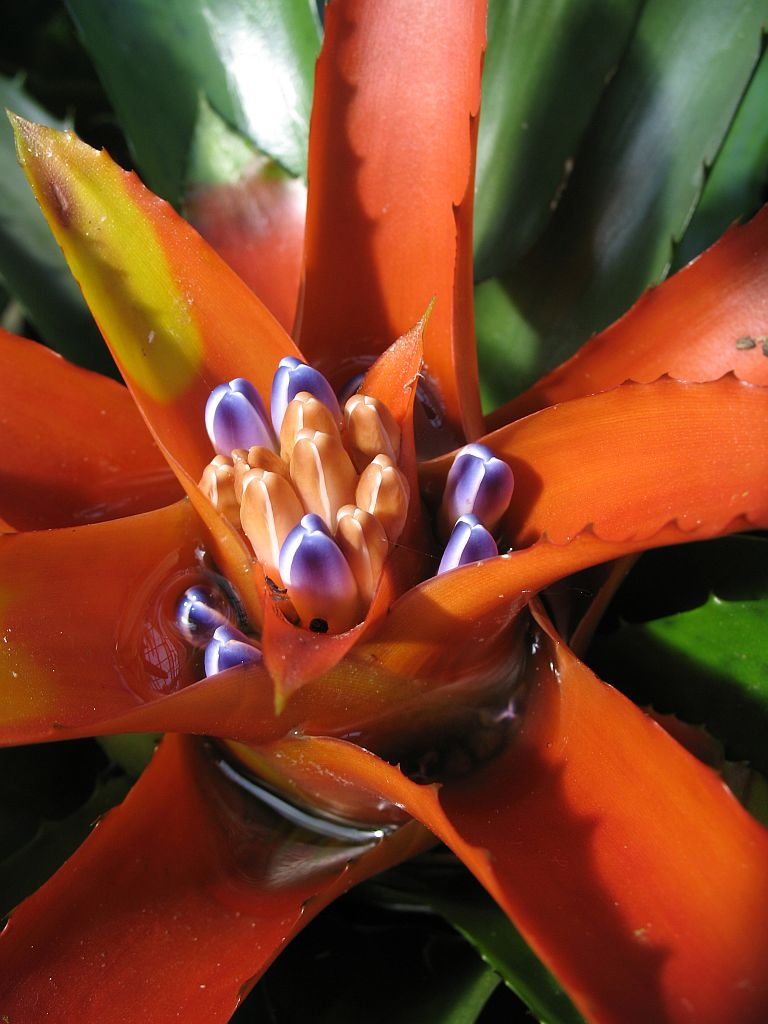
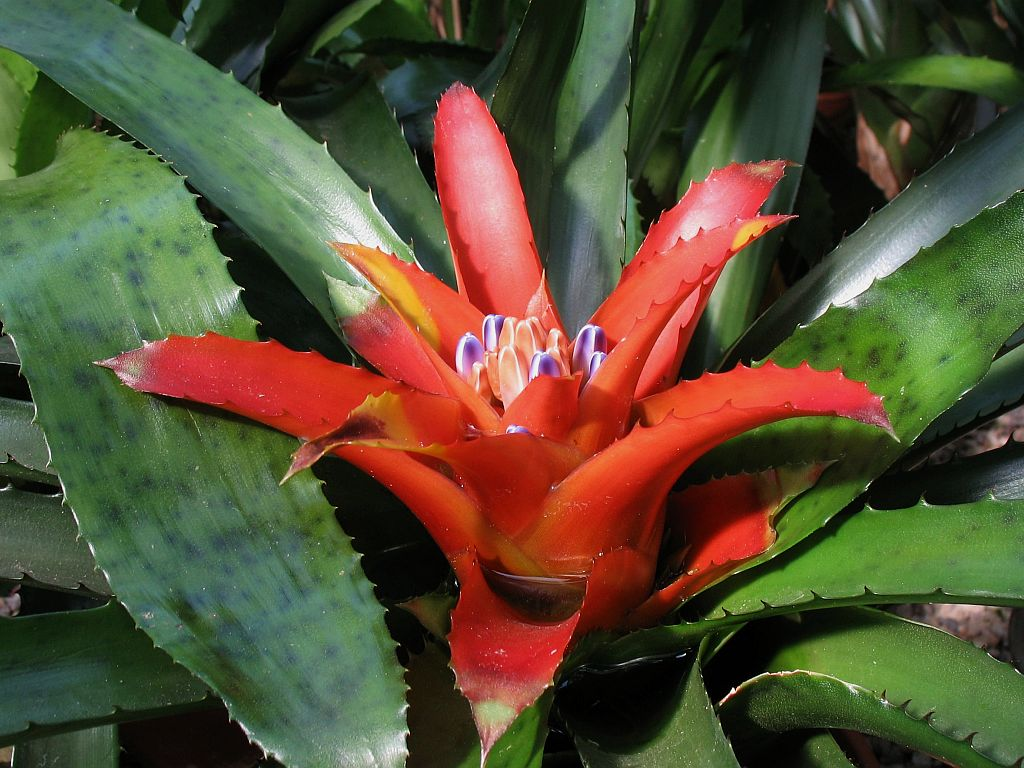
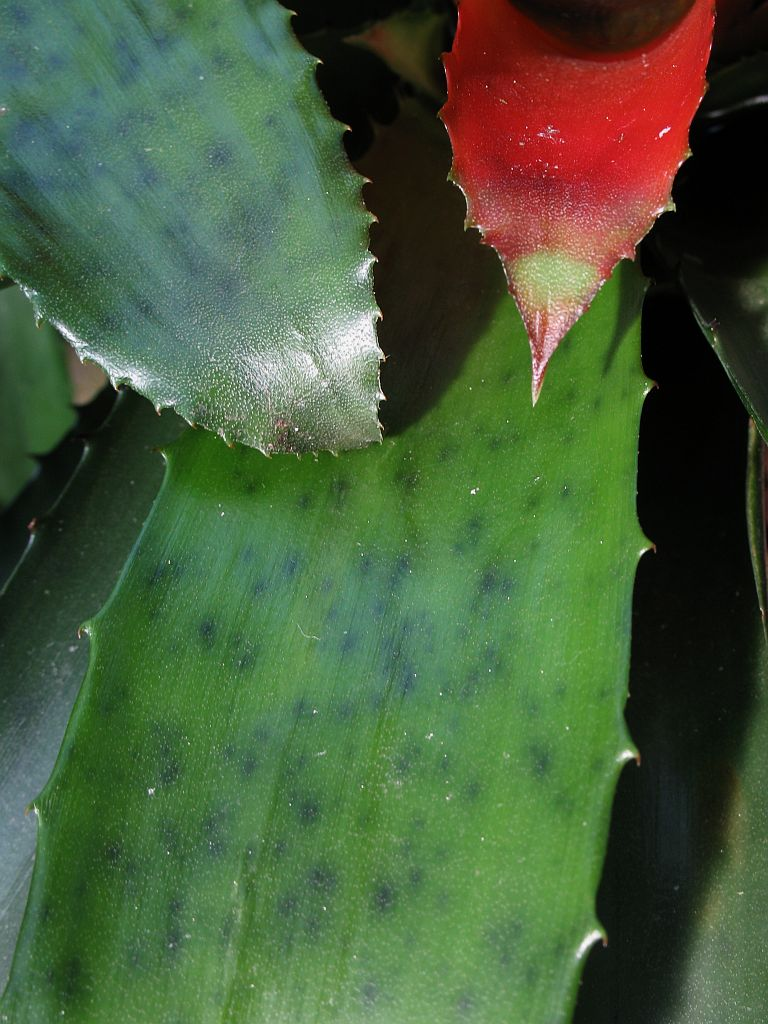
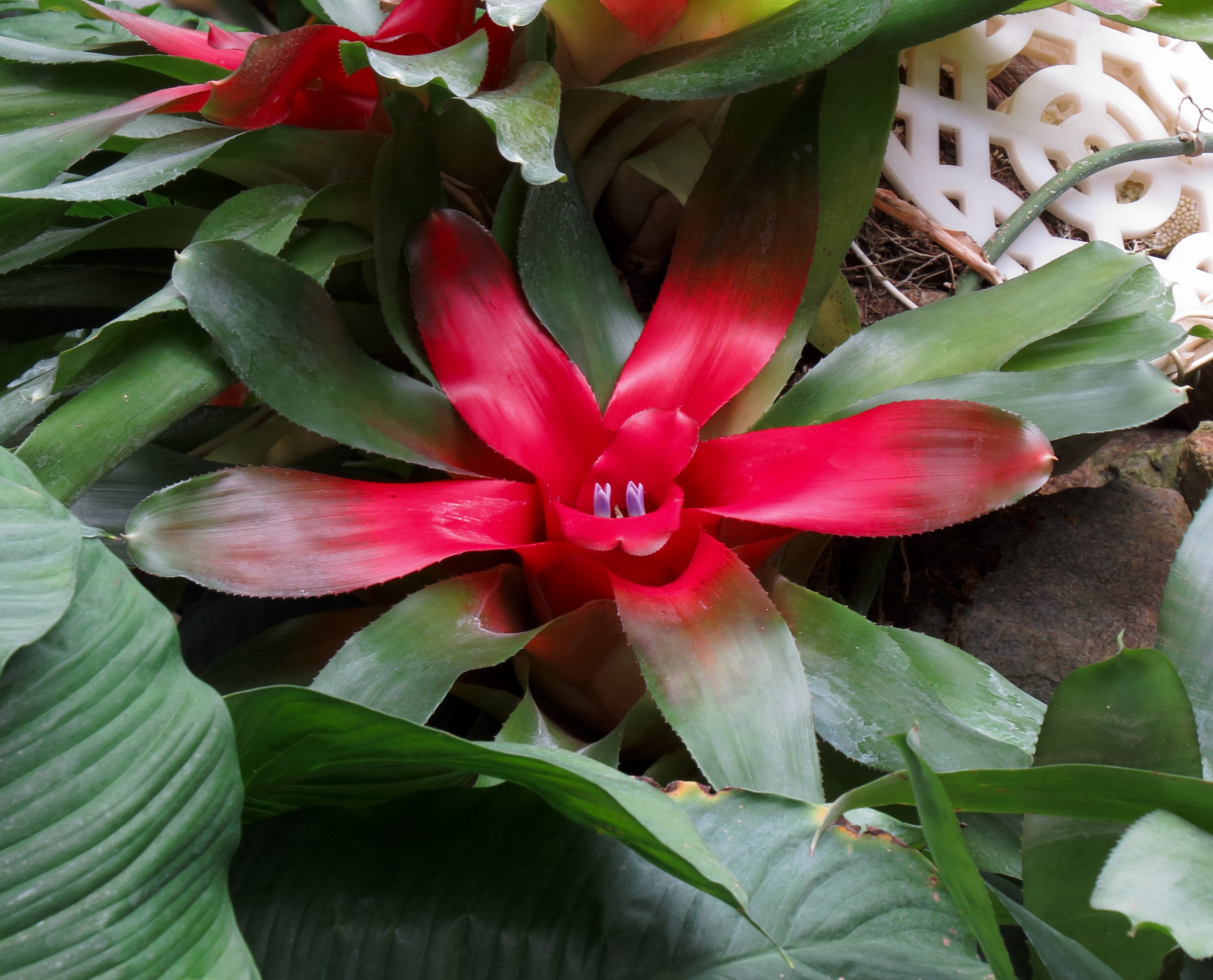